# Rainvillers
Rainvillers ist eine französische Gemeinde mit 892 Einwohnern (Stand 1. Januar 2022) im Département Oise in der Region Hauts-de-France. Die Gemeinde liegt im Arrondissement Beauvais und ist Teil der Communauté d’agglomération du Beauvaisis und des Beauvais-2.

## Geographie
Die Gemeinde liegt im Tal des Avelon, in den hier der Bach Ru d’Auneuil mündet, der den Bach Ruisseau de Friancourt aufnimmt. Der Südwesten der Gemeinde wird von der als Schnellstraße ausgebauten Route nationale 31 durchzogen, die auch die Europastraße 46 bildet. Durch die Gemeinde verlaufen die aufgelassenen Bahnstrecken von Goincourt nach Gournay-Ferrières und nach Gisors.

## Einwohner
| 1962 | 1968 | 1975 | 1982 | 1990 | 1999 | 2006 | 2011 |
| ---- | ---- | ---- | ---- | ---- | ---- | ---- | ---- |
| 578  | 663  | 736  | 869  | 863  | 886  | 857  | 871  |

## Sehenswürdigkeiten
- Kirche Saint-Pierre[1]